# Krupnik
Pour les articles homonymes, voir Krupnik (homonymie).

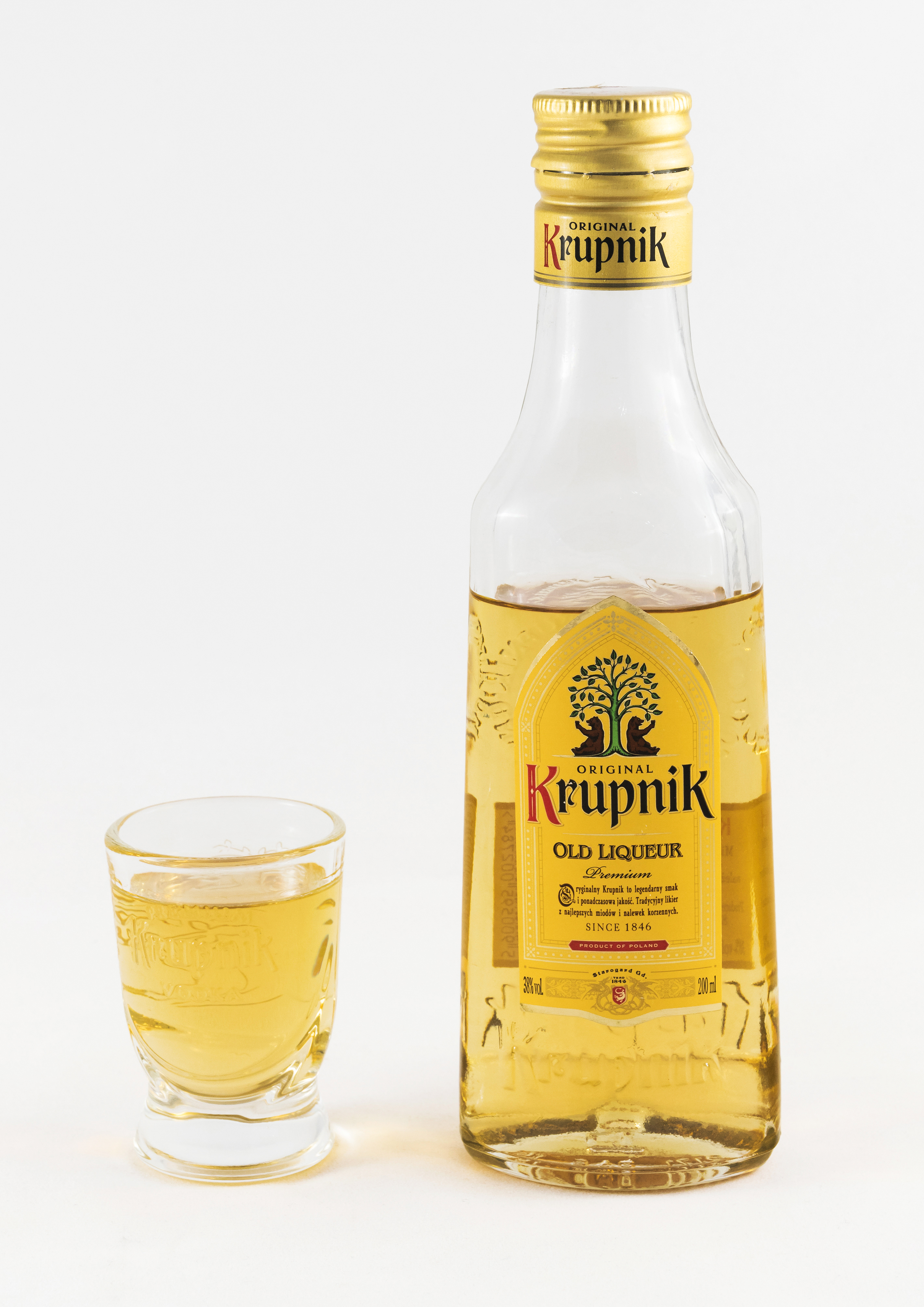
Krupnik polonais

Le krupnik (en polonais et en biélorusse), ou krupnikas (en lituanien), est une vodka sucrée traditionnelle, proche d'une liqueur. Ce n'est pas une marque, mais le nom commun d'un produit générique, très populaire en Pologne, en Lituanie et en Biélorussie.
Le krupnik est composé de 40 % à 50 % d'alcool de grain ou de pomme de terre, de miel et compte jusqu'à 50 épices ou herbes aromatiques. 
En hiver, il peut se consommer chaud.